# Romuald Ganowicz
Romuald Ganowicz, ps. „Grom” (ur. 7 lutego 1898 w Koninie, zm. 24 października 1993 tamże) – plutonowy rezerwy Wojska Polskiego, podporucznik Armii Krajowej, kawaler Orderu Virtuti Militari.

## Życiorys
Był synem Ludwika Ganowicza i Teodory z Piaseckich. W 1915, po ukończeniu czterech klas Gimnazjum w Kazaniu, został wcielony do Wojskowej Drużyny Inżynieryjnej. Była to pomocnicza jednostka Armii Rosyjskiej, zajmująca się budową dróg, mostów i fortyfikacji. W sierpniu 1918 powrócił do Konina. Trzy miesiące później w Kaliszu wstąpił do 2 pułku ułanów Grochowskich. W jego szeregach uczestniczył w walkach z Czechami na Śląsku Cieszyńskim oraz z Ukraińcami w Małopolsce Wschodniej. Brał udział w wojnie polsko-bolszewickiej. Pod Wiersznicą 1 października 1920 poprowadził brawurową szarżę przeciwko tyralierze bolszewickiej, wywołując tym panikę w szeregach nieprzyjaciela. Za ten bohaterski czyn odznaczony Krzyżem Srebrnym Orderu Virtuti Militari numer 3083 (30 czerwca 1921).
Zdemobilizowany w stopniu plutonowego, pod koniec 1920 zajął się zarządzaniem majątkami ziemskimi. Najpierw w Pakości koło Mogilna, a od 1926 w Nieliszu koło Zamościa. Od 1930 gospodarował w odziedziczonym rodzinnym majątku Radzewo w ówczesnym powiecie śremskim. W latach 1931–36 był Prezesem tamtejszego Kółka Rolniczego.
W marcu 1940 został wysiedlony do powiatu tarnobrzeskiego. Objął posadę zarządcy w gospodarstwie Chybie pod Grębowem. W grudniu 1940 wstąpił do ZWZ. Awansowany do stopnia podporucznika, objął stanowisko zastępcy dowódcy placówki Grębów, należącej do obwodu tarnobrzeskiego w okręgu krakowskim ZWZ – AK. W majątku Chybie odbywały się kursy podchorążych tarnobrzeskiego Obwodu AK. W ramach Akcji „Burza” − razem z żołnierzami AK placówki Grębów − wyszedł z podziemia, meldując wojskom sowieckim gotowość do współpracy. Ostrzeżony o grożącym mu aresztowaniu, ukrywał się od października 1944.
Tuż po wojnie powrócił do swojego majątku w Radzewie. W dniu 31 stycznia 1945, podczas uproszczonych wyborów do Sejmiku Powiatowego, został wybrany Przewodniczącym Powiatowej Rady Narodowej w Śremie, a później radnym Wojewódzkiej Rady Narodowej w Poznaniu z ramienia Stronnictwa Ludowego. Z własnego gospodarstwa utrzymywał się do chwili skonfiskowania go przez władze komunistyczne. W późniejszym okresie pracował jako inspektor w zakładach mięsnych. W 1955 zamieszkał w Koninie. Tu zmarł w wieku 95 lat i został pochowany na cmentarzu parafialnym.

## Życie prywatne
Ożenił się w 1922 z Haliną z Gorgolińskich (1901−1970) − późniejszym żołnierzem AK ps. „Halszka”. Mieli dwóch synów: Andrzeja (1923−1996), żołnierza AK ps. „Kazek”, inż. rolnika oraz Michała (1926−2007), żołnierza AK ps. „Nel”, łącznika dowódcy placówki Grębów, doktora nauk weterynaryjnych mieszkającego w Lesznie.

## Ordery i odznaczenia
- Krzyż Srebrny Orderu Wojskowego Virtuti Militari nr 3083[11]